# 댄 해거티

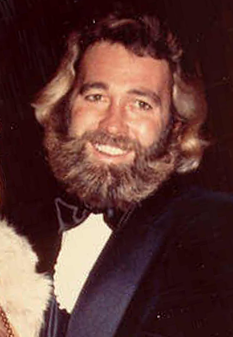

댄 해거티(Dan Haggerty, 1942년 11월 19일 ~ 2016년 1월 15일)는 미국의 배우, 스턴트 배우, 영화 제작자이다.
버뱅크에서 사망하였다.

## 출연 작품
- 오두막 살인사건 (2013년) - 포먼 빌 역
- 모토크로스 키즈 (2004년)
- 유괴 2 (1994년)
- 댓츠 액션 (1991년)
- 용병 특전대 (1991년)
- 찬스 (1990년)
- 공포의 앨프 (1990년)
- 운명의 대질주 (1990년)
- 악령의 베트남 (1988년)
- 유괴 (1986년)
- 아메리카나 (1981년)
- 하늘의 공포 (1978, Terror Out of the Sky)
- 숲속의 방랑자 (1977년)
- When the North Wind Blows (1974)
- 텐더 워리어 (1971년)
- 엔젤스 다이 하드 (1970년)
- 걸 해피 (1965년)
- 해변 파티 2 - 육체미 해변 파티 (1964년)